# Уилсон, Кэролайн
Кэролайн Уилсон (англ. Caroline Wilson; род. 12 августа 1970, Уимблдон, Большой Лондон) — британский дипломатический деятель. В сентябре 2020 года заняла должность посла Великобритании в Китае.

## Биография
Родилась 12 августа 1970 года. Получила образование в школе в Севеноксе. Затем поступила в Даунинг-колледж в Кембридже, где получила степень магистра права. В 1993 году поступила на работу в коллегию адвокатов Миддл-Темпл, затем получила степень в области права Европейского союза в Институте европейских исследований Брюссельского свободного университета.
В 1995 году поступила на работу в Форин-офис. Работала в Пекине, Брюсселе и Москве на различных должностях. С 2012 по 2016 год была генеральным консулом в Гонконге и генеральным консулом-нерезидентом в Макао. В 2016 году стала директором отдела по Европе в Форин-офисе. В 2018 году появилась в документальном фильме Би-би-си под названием «Внутри министерства иностранных дел», в котором она сопровождала министра иностранных дел Бориса Джонсона на дипломатических мероприятиях в Европе.
В июне 2020 года была предложена на должность посла Великобритании в Китае, сменив на этом посту Барбару Вудворд.
В ноябре 2021 года The Times и другие издания сообщили о «ссоре» между министром иностранных дел Великобритании Элизабет Трасс и Кэролайн Уилсон в связи с письмом, которое Кэролайн направила членам Совета национальной безопасности об отношениях с правительством Китая.

## Персональные данные
В дополнение к своему родному английскому языку говорит на французском, немецком, русском и китайском языках, а также на кантонском диалекте.